# 北沃爾索爾 (英國國會選區)
北沃爾索爾（英語：Walsall North），英國國會一自治市選區，位於英格蘭西米德蘭茲郡，包括沃爾索爾都市自治市西北部七個地方選區。
本區創設於1955年。在2017年以前，除了1976年的補選外，一直支持工黨。2010年大選自1979年起任當區議員的大衛·溫尼克以37.0%選票成功連任。2017年大選由保守黨人當選。